# Ильмовицы
Ильмовицы — деревня в Бологовском районе Тверской области, входит в состав Березорядского сельского поселения.

## География
Деревня находится в северной части Тверской области на расстоянии приблизительно 32 км на север-северо-восток по прямой от районного центра города Бологое.

## История
Известна с 1865 года. В 1879 году в деревне числилось 27 дворов, в 1909 — 35. В советский период истории здесь действовали колхозы «Смена», «Воля» и совхоз «Сеглинский».

## Население
Численность населения: 131 человек (1879 год), 146 (1911), 2 (русские 100 %) в 2002 году, 8 в 2010.